# Франківка (Могилів-Подільський район)
Франкі́вка — село в Україні, у Ямпільській міській громаді Могилів-Подільського району Вінницької області. Населення становить 65 осіб.

## Історія
7 (20) листопада 1917 року, відповідно до Третього Універсалу Української Центральної Ради, увійшло до складу Української Народної Республіки.
12 червня 2020 року, відповідно до Розпорядження Кабінету Міністрів України № 707-р «Про визначення адміністративних центрів та затвердження територій територіальних громад Вінницької області», увійшло до складу Ямпільської міської громади.
19 липня 2020 року, в результаті адміністративно-територіальної реформи та ліквідації Ямпільського району, село увійшло до складу новоутвореного Могилів-Подільського району.

## Населення
Згідно з переписом УРСР 1989 року чисельність наявного населення села становила 71 особа, з яких 32 чоловіки та 39 жінок.
За переписом населення України 2001 року в селі мешкало 65 осіб. 100 % населення вказало своєю рідною мовою українську мову.